# 向阳街道 (赤峰市)
向阳街道，是中华人民共和国内蒙古自治区赤峰市松山区下辖的一个乡镇级行政单位。

## 行政区划
向阳街道下辖以下地区：
安居社区、向阳社区、银河社区、临河东社区和临河西社区。